# Marie-Christine Dorner
Pour les articles homonymes, voir Dorner.
 (octobre 2023).
La mise en forme du texte ne suit pas les recommandations de Wikipédia : il faut le « wikifier ».
Les points d'amélioration suivants sont les cas les plus fréquents. Le détail des points à revoir est peut-être précisé sur la page de discussion.
- Les titres sont pré-formatés par le logiciel. Ils ne sont ni en capitales, ni en gras.
- Le texte ne doit pas être écrit en capitales (les noms de famille non plus), ni en gras, ni en italique, ni en « petit »…
- Le gras n'est utilisé que pour surligner le titre de l'article dans l'introduction, une seule fois.
- L'italique est rarement utilisé : mots en langue étrangère, titres d'œuvres, noms de bateaux, etc.
- Les citations ne sont pas en italique mais en corps de texte normal. Elles sont entourées par des guillemets français : « et ».
- Les listes à puces sont à éviter, des paragraphes rédigés étant largement préférés. Les tableaux sont à réserver à la présentation de données structurées (résultats, etc.).
- Les appels de note de bas de page (petits chiffres en exposant, introduits par l'outil «  Source ») sont à placer entre la fin de phrase et le point final[comme ça].
- Les liens internes (vers d'autres articles de Wikipédia) sont à choisir avec parcimonie. Créez des liens vers des articles approfondissant le sujet. Les termes génériques sans rapport avec le sujet sont à éviter, ainsi que les répétitions de liens vers un même terme.
- Les liens externes sont à placer uniquement dans une section « Liens externes », à la fin de l'article. Ces liens sont à choisir avec parcimonie suivant les règles définies. Si un lien sert de source à l'article, son insertion dans le texte est à faire par les notes de bas de page.
- La présentation des références doit suivre les conventions bibliographiques. Il est recommandé d'utiliser les modèles {{Ouvrage}}, {{Chapitre}}, {{Article}}, {{Lien web}} et/ou {{Bibliographie}}. Le mode d'édition visuel peut mettre en forme automatiquement les références.
- Insérer une infobox (cadre d'informations à droite) n'est pas obligatoire pour parachever la mise en page.

Pour une aide détaillée, merci de consulter Aide:Wikification.
Si vous pensez que ces points ont été résolus, vous pouvez retirer ce bandeau et améliorer la mise en forme d'un autre article.
Marie-Christine Dorner, née le 21 août 1960 à Strasbourg, est une designer et scénographe française. 

## Biographie
Marie-Christine Dorner est née à Strasbourg, en France, en 1960. Elle est issue d'une famille de médecins et de chapeliers. C'est à l'âge de 16 ans qu'elle s'inscrit au concours des Arts décoratifs de Strasbourg. En 1979, Dorner se rend  à Paris afin d'y étudier le design d'intérieur et le design de mobilier à l'école Camondo où elle graduera en 1984.[réf. souhaitée]
À l'âge de 25 ans, en 1985, la designer se rend à Tokyo où elle s'installera le temps d'une année. Cet endroit forgera une partie de sa carrière. Les éléments qui composent sa collection sont inspirés de l'origami, un art japonais qui consiste à plier du papier pour créer différentes formes. Cette série de meubles fera l'objet d'une exposition peu de temps après sa finalisation. Philippe Starck, une de ses inspirations, rédigera d'ailleurs les lignes d'introduction qui présente le catalogue de cette exposition.
À la suite de son déménagement à Londres, et à la demande de Ron Arad, elle entame un rôle d'instructrice pédagogique au Royal College of Art. 
À la suite de cette expérience, elle aura d'autres occasions d'enseigner dans cette institution avant de retourner, ultimement, en 2010, à l'école dont elle est diplômée pour y poursuivre une partie de sa vocation, soit à l'école Camondo, à Paris. Elle y enseignera aux étudiants de cinquième année.

## Quelques réalisations
En France, elle crée des collections de mobiliers pour le Mobilier national à Paris et pour plusieurs manufactures comme Artelano en France, Scarabat en Espagne, et Montis au Pays-Bas. Elle est également responsable du design du mobilier urbain de la ville de Nîmes.
Dorner pratique également la scénographie qu'elle met en œuvre lors d'événements. En effet, c'est elle qui a conçu la Tribune présidentielle du 14 juillet. Elle a aménagé une immense toile aux couleurs du drapeau de la France de 1500 mètres carrés soutenue par des fléaux dans le but d'imiter le mouvement et de créer une ambiance festive. Son montage est présent de nouveau à chaque année. Elle a aussi participé à un projet de l'artiste suisse Felice Varini se nommant « Carré aux 16 disques ».

## Distinctions
- Chevalière de l'ordre des Arts et des Lettres (2012)